# Åkermyrtjärnen, Ångermanland
Åkermyrtjärnen är en sjö i Örnsköldsviks kommun i Ångermanland och ingår i Gideälvens huvudavrinningsområde.